# Tarık Langat Akdağ
Tarık Langat Akdağ (ur. 16 czerwca 1988 w Nandi jako Patrick Kipkirui Langat) – turecki lekkoatleta pochodzenia kenijskiego, specjalizujący się w biegach długodystansowych, uczestnik letnich igrzysk olimpijskich w Londynie (2012) i Rio de Janeiro (2016).
Na arenie międzynarodowej barwy Turcji reprezentuje od 21 czerwca 2011 roku.

## Sukcesy sportowe
- mistrz Kenii w biegu na 3000 metrów z przeszkodami – 2008[1]

| Rok                 | Miasto             | Zawody                                 | Konkurencja                   | Wynik              |
| Reprezentant Kenii  | Reprezentant Kenii | Reprezentant Kenii                     | Reprezentant Kenii            | Reprezentant Kenii |
| ------------------- | ------------------ | -------------------------------------- | ----------------------------- | ------------------ |
| 2010                | Nowy Jork          | Mityng Adidas Grand Prix               | bieg na 3000 m z przeszkodami | 2. miejsce         |
| 2010                | Doha               | Mityng Qatar Athletic Super Grand Prix | bieg na 3000 m z przeszkodami | 3. miejsce         |
| Reprezentant Turcji |                    |                                        |                               |                    |
| 2012                | Stambuł            | Halowe mistrzostwa krajów bałkańskich  | bieg na 3000 m                | brązowy medal      |
| 2012                | Helsinki           | Mistrzostwa Europy                     | bieg na 3000 m z przeszkodami | srebrny medal      |
| 2012                | Londyn             | Igrzyska olimpijskie                   | bieg na 3000 m z przeszkodami | 9. miejsce         |
| 2013                | Mersin             | Igrzyska śródziemnomorskie             | bieg na 3000 m z przeszkodami | srebrny medal      |
| 2013                | Palembang          | Igrzyska solidarności islamskiej       | bieg na 3000 m z przeszkodami | złoty medal        |

## Rekordy życiowe
- bieg na 3000 metrów – 7:47,68 – Dubnica nad Váhom 07/09/2008
- bieg na 3000 metrów (hala) – 8:01,29 – Stambuł 20/02/2014
- bieg na 5000 metrów – 13:45,21 – Jalapa Enriques 13/05/2006
- bieg na 3000 metrów z przeszkodami – 8:08,59 – Szanghaj 15/05/2011